# Ledi-Geraru
Ledi-Geraru es un área de investigación paleoantropológica en el distrito de Mille, región de Afar, noreste de Etiopía, a lo largo de los ríos Ledi y (dos afluentes abandonados del Awash, al sur del río Mille). Se prolonga unos 50 km, ubicado justo al noreste del área paleoantropológica de Hadar. 
La investigación inicial se realizó en el intervlo 1972-1974. El Proyecto de Investigación Ledi-Geraru se lanzó en 2002. El sitio es conocido por sus herramientas de piedra, fechadas hace unos 2,6 millones de años. Se encontró en este yacimiento una mandíbula homínida en 2013, conocida como LD 350-1 y con un antigüedad de 2,8 millones de años, por lo que se puede calificar como el espécimen más temprano del género Homo encontrado hasta ahora [2020].

## LD 350-1
LD 350-1 es un fragmento de mandíbula de homínido fósil descubierto en 2013 en el sitio de Ledi-Geraru. Fue encontrado por Chalachew Seyoum, un estudiante etíope graduado en el Instituto de Orígenes Humanos de la Universidad Estatal de Arizona. El fósil fue fechado estratigráficamente entre 2,80 y 2,75 millones de años.

«La toba Gurumaha está fechada radiométricamente en 2,842±0,007 millones de años, una fecha que es consistente con la polaridad magnética normal de la sección de Gurumaha, presumiblemente
el cron Gauss. Una edad límite superior para LD 350-1 es proporcionada por un bloque adyacente, más joven que se fecha en 2,665±0,016 Ma, toba Lee Adoyta. [...] la edad de LD 350-1 puede verse limitada por escalamiento estratigráfico. [...] Basado en el marco cronoestratigráfico actual para Ledi-Geraru, consideramos que la edad de LD 350-1 es 2,80-2,75 Ma.»
Villmoare et al. (2015)

Se ha descrito como la combinación de «rasgos primitivos vistos en Australopithecus tempranos con la morfología derivada observada en Homo posteriores». El fósil es el cuerpo mandibular izquierdo, pero no incluye la rama ascendente. Tiene unidos los tres molares, ambos premolares, y el canino, algunos de los cuales tienen la corona completa.